# Babes in Toyland (musikgrupp)
Babes in Toyland är en amerikansk rockgrupp från Minneapolis. Gruppen bildades 1987 av de tre medlemmarna Kat Bjelland (gitarr och sång), Maureen Herman (basgitarr) och Lori Barbero (trummor) och upplöstes 1997. Banted återförenades och splittrades regelbundet i perioden 1997 till 2001, då Kat Bjelland startade soloprjektet Katastrophy Wife. Kat Bjelland och Maureen Herman annonserade dock at bandet hade samlats åter juni 2014.
Gruppens debutalbum Spanking Machine gavs ut 1989/1990 av SubPop och producerades av Jack Endino. År 1992 utgavs studioalbumet Fontanelle på Warners och den kom att bli deras genombrott med ca 200 000 ex sålda. Inte förrän några år senare kom deras tredje studioalbum Nemesisters.
Deras musik beskrevs snabbt av medierna som den då populära rockgenren grunge och den feministiska punkrock-stilen riot grrrl.

## Medlemmar
Nuvarande medlemmar
- Kat Bjelland – sång, gitarr (1987 – 2001, 2014 – )
- Lori Barbero – trummor, bakgrundssång (1987 – 2001, 2014 – )
- Clara Salyer – basgitarr (2015 – )

Tidigare medlemmar
- Maureen Herman – basgitarr, bakgrundssång (1991 – 1996, 2014 – 2015)
- Jessie Farmer – basgitarr (1997 – 2001)
- Michelle Leon – basgitarr (1987 – 1991, 1997)
- Cindy Russell – sång (1987)
- Chris Holetz – basgitarr (1987)
- Courtney Love – basgitarr (1987)

## Diskografi

### Studioalbum
- Spanking Machine (1989)
- Fontanelle (1992)
- Nemesisters (1995)

### EP-skivor
- To Mother (1990)
- Painkillers (1993)

### Samlingar
- The Peel Sessions, live hos John Peel (1992)
- Dystopia (1994)
- Lived (2000)
- Devil (2000)
- Viled (2000)
- Natural Babe Killers (2000)
- Collectors Item (2001)
- The Further Adventures of Babes in Toyland (2001)
- The Best of Babes in Toyland and Kat Bjelland (2004)